# فقط می‌تونم تصورشو کنم
فقط می‌تونم تصورشو کنم (انگلیسی: I Can Only Imagine) یک فیلم است که در سال ۲۰۱۸ منتشر شد. از بازیگران آن می‌توان به دنیس کواید اشاره کرد.